# Super Bowl
Super Bowl o Supertazón son los nombres con los que se conoce al partido final del campeonato de la National Football League (NFL) —principal campeonato profesional de fútbol americano en Estados Unidos—, en el que se enfrentan los campeones de la Conferencia Nacional (NFC) y de la Conferencia Americana (AFC). El partido se disputa el segundo domingo del mes de febrero y debe su nombre a Lamar Hunt, antiguo propietario de Kansas City Chiefs, quien lo llamó así para diferenciarlo del resto de bowls o tazones que se disputaban. La idea le vino a la cabeza porque su hijo jugaba con una pelota rebotadora que se llamaba super ball.
El primer Super Bowl se jugó el 15 de enero de 1967 (el primer ganador fue Green Bay) como parte de un acuerdo entre la National Football League y el otro campeonato existente por aquel entonces, la American Football League (AFL), para que los vencedores de cada competición jugaran un partido que decidiera al campeón de Estados Unidos. Cuando la AFL se integró en la NFL, cada liga se convirtió en una conferencia y el juego pasó a ser entre sus campeones. Los equipos que más veces han ganado son Pittsburgh Steelers y New England Patriots (seis ocasiones), y solo hay cuatro de las 32 franquicias de la NFL que nunca han jugado la final. Los actuales campeones son los Philadelphia Eagles, quienes ganaron el Super Bowl LIX el 9 de febrero de 2025 por un marcador de 40 a 22 ante los Kansas City Chiefs.
Al margen del ámbito deportivo, el Super Bowl es una de las transmisiones televisivas más vistas de Estados Unidos cada año. Muchos músicos han actuado durante las ceremonias antes del partido y en el descanso, la franja publicitaria es la más cara de todo el año, y el día del partido (conocido como Super Sunday o Superdomingo) está considerado de facto como una fiesta nacional. Los estadounidenses consumen más comida y bebida durante el encuentro que en cualquier otra fecha, exceptuando el Día de Acción de Gracias.

## Historia

### Orígenes
Desde la creación de la National Football League en 1920, el campeonato tuvo que competir con otras ligas, siendo la más importante de todas ellas la American Football League, fundada en 1960. La rivalidad entre los dos campeonatos, que intensificaron sus estrategias para atraer a los mejores jugadores y al mayor número de aficionados, hizo que la NFL y la AFL emprendieran conversaciones en 1966, llegando a un preacuerdo el 8 de junio de ese año.
Una de las condiciones de ese preacuerdo establecía la celebración de una final que determinase al "campeón del mundo" de fútbol americano. El comisionado de la NFL, Pete Rozelle, quiso llamar a ese partido The Big One. Sin embargo, se impuso finalmente el nombre Super Bowl propuesto por el propietario de los Kansas City Chiefs y fundador de la AFL, Lamar Hunt, a quien se le ocurrió tras ver a su hijo jugar con una pelota rebotadora llamada Super Ball. Por otra parte, el nombre bowl («tazón») ya se empleaba para las finales de fútbol americano universitario, por lo que terminó imponiéndose a pesar de que en un principio iba a ser una denominación temporal.

### Finales entre la NFL y la AFL
El primer Super Bowl, que se llamó oficialmente First AFL-NFL World Championship Game («Primer campeonato del mundo AFL-NFL»), se disputó el 15 de enero de 1967 entre los campeones de la American Football League, los Kansas City Chiefs, y los de la National Football League, los Green Bay Packers. Dicho encuentro terminó con un resultado de 10:35 favorable para Green Bay, con una actuación destacada del quarterback Bart Starr, que fue proclamado jugador más valioso. Los Packers revalidaron el título al año siguiente.
En el tercer campeonato celebrado en 1969 cambió la tendencia, y New York Jets fue el primer equipo vencedor que aportaba la American Football League, al ganar a los Baltimore Colts en Miami. La última final del Super Bowl con las dos ligas por separado se celebró en 1970, y en ella Kansas City Chiefs se proclamó campeón al vencer a Minnesota Vikings de la NFL por 23:7. Ese mismo año se estableció "Super Bowl" como denominación definitiva del choque.

### Sistema de conferencias
En 1970 se produjo la absorción de la American Football League por parte de la National Football League, que pasaban a ser la Conferencia Americana y la Conferencia Nacional respectivamente. A su vez, el trofeo de campeones pasó a llamarse «Vince Lombardi», en homenaje al entrenador homónimo quien falleció en septiembre de ese año. El primer club vencedor con el nuevo sistema fue Baltimore Colts.
En la década de 1970, la mayoría de las finales estuvieron dominadas por equipos provenientes de la antigua AFL. Miami Dolphins venció en la final de 1973 invicto, una marca que hasta la fecha no se ha podido igualar, y revalidó su triunfo en 1974. Después Pittsburgh Steelers, entrenado por Chuck Noll, logró cuatro títulos (1975, 1976, 1979 y 1980) con una de las primeras dinastías del campeonato formada por jugadores como Joe Greene, Lynn Swann, Franco Harris, Jack Lambert, Terry Bradshaw y John Stallworth, todos ellos presentes en el Salón de la Fama del Fútbol Americano Profesional. Su juego se basó en una sólida defensa, que les valió el apodo de Steel Curtain (Cortina de acero).
A partir de los años 1980, los equipos de la NFC tomaron el control en las finales del Super Bowl. La franquicia más exitosa durante esa época fue San Francisco 49ers, que ganó tres torneos (1982, 1985 y 1989) con un estilo de juego al ataque impreso por su entrenador, Bill Walsh. Su quarterback, Joe Montana, está considerado como uno de los mejores de la historia en su posición y fue ganador del MVP en las ediciones XVI, XIX y XXIV. En esta década también destacó Chicago Bears, que cerró la temporada de 1985 con un récord de 18 victorias por una derrota, y los dos campeonatos de Washington Redskins, correspondientes a las temporadas de 1982 y 1987.
En la década de 1990, Dallas Cowboys sobresalió como el equipo más victorioso, con tres de los cuatro campeonatos que llegaron a jugar en ese periodo (en 1993, 1994 y 1996). También destacó Buffalo Bills, que llegó a cuatro finales consecutivas desde 1991 hasta 1994 pero ganó ninguna de ellas. A su vez, San Francisco 49ers se convirtió en el equipo que más finales había ganado al vencer en la edición vigésima novena, con el wide receiver Jerry Rice como su mayor figura después de la retirada de Joe Montana. Cowboys y 49ers coparon los principales duelos de la final, hasta que a finales de la década resurgió Green Bay Packers, liderados por el quarterback y tres veces MVP Brett Favre. Por otro lado Denver Broncos, que nunca ganó un título a pesar de haber llegado a la final en cuatro ocasiones, logró dos títulos consecutivos en 1998 y 1999 con Terrell Davis y John Elway como sus principales atractivos.

### SigloXXI
A partir de la década de 2000, el campeonato volvió a estar dominado por equipos procedentes de la Conferencia Americana, y la aparición de nuevos equipos que hasta entonces nunca habían disputado el torneo. El siglo comenzó con la victoria de St. Louis Rams, siendo el primer equipo presidido por una mujer, Georgia Frontiere. New England Patriots ganó en seis ocasiones (en 2002, 2004, 2005, 2015, 2017 y 2019) liderado por el quarterback Tom Brady, y cayó en 2008 y 2012 ante los New York Giants a pesar de haber terminado invicto el resto de la temporada del 2008. También destacaron las victorias de dos debutantes en la final: Baltimore Ravens en 2001 (edición XXXV) y Tampa Bay Bucanners en 2003 (edición XXXVII).
Pittsburgh Steelers volvió a confirmarse como un equipo campeón tras recuperar su característico juego defensivo, y superó a San Francisco 49ers como el equipo que más Super Bowl ha ganado tras vencer en el Super Bowl XL (en 2006) y XLIII (en 2009). Un debutante en la final, New Orleans Saints, venció en el Super Bowl XLIV disputado en 2010, y en 2011 los ganadores fueron los Green Bay Packers. New Englands Patriots ganó el Super Bowl LI frente a Atlanta Falcons con un resultado de 34-28 en donde el encuentro fue llevado al tiempo extra por primera vez.

## Ediciones y palmarés
Hasta 2025 se han celebrado 59 ediciones del Super Bowl o Supertazón. Aunque tradicionalmente siempre se jugaba a finales de enero, desde 2004 se disputa en el primer domingo de febrero. La final viene precedida de una temporada regular, disputada en los últimos meses del año saliente y varias eliminatorias en la Conferencia Americana y la Conferencia Nacional. Cada edición se representa con numeración romana (con la excepción del Super Bowl 50), por lo que la primera edición que se disputó en 1967 se conoce como Super Bowl I.
Los equipos que más veces han ganado el torneo han sido Pittsburgh Steelers y New England Patriots, con seis títulos en su haber. La franquicia superó en 2009 a Dallas Cowboys y San Francisco 49ers, que cuentan con cinco títulos cada uno. En récords negativos, Denver Broncos y New England Patriots han sido los que más veces han perdido la final, hasta en cinco ocasiones, después Buffalo Bills y Minnesota Vikings con cuatro derrotas. En el caso de Buffalo, sus derrotas fueron consecutivas desde 1991 hasta 1994.
Actualmente, 28 franquicias de fútbol americano han participado en la final desde la primera edición y 19 equipos han ganado el trofeo al menos una vez. Cuatro equipos nunca han jugado el Super Bowl: Cleveland Browns, Detroit Lions, Houston Texans y Jacksonville Jaguars. Detroit y Cleveland fueron campeones de la NFL antes de 1967, mientras que Jacksonville y Houston son franquicias creadas después de la fusión entre NFL y AFL y no han ganado campeonato alguno.

## Sedes

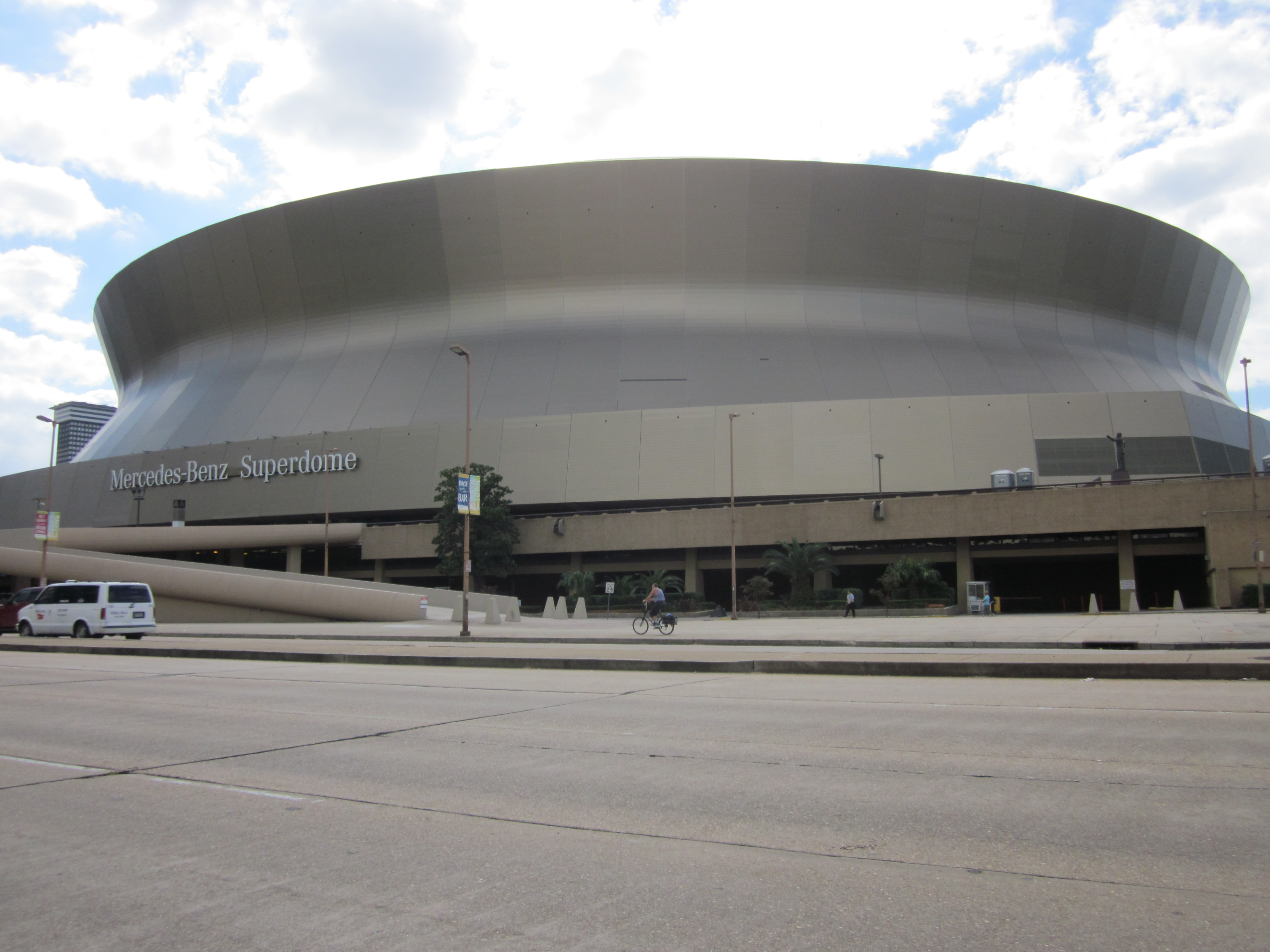
El Superdome de Luisiana, el estadio sede con más ediciones albergadas del Super Bowl, con siete en total.

La NFL elige la sede del Super Bowl o Supertazón con tres años de antelación, con base en que la ciudad candidata reúna unas condiciones de aforo, seguridad e instalaciones adecuadas. Es tradicional que la sede elegida cuente con una franquicia de la liga. Además, el encuentro está considerado desde 2002 como "Evento especial de Seguridad Nacional" por parte del Servicio Secreto de los Estados Unidos. El coste de una entrada oficial en la cuadragésima segunda edición fue de 900 dólares, precio que en la reventa se disparó hasta los 4000 dólares.
Históricamente, el torneo se ha disputado en sitios de clima cálido. El área metropolitana de Miami es la zona que más veces ha albergado la final, hasta en 10 ocasiones, seguida por Nueva Orleans (9) y Los Ángeles (7). Sin embargo, la aparición de estadios cubiertos ha hecho que la NFL cuente con ciudades con clima frío para albergar el choque en los últimos años.
Para designar a quién ejercerá como el equipo local, la NFL alterna entre la Conferencia Nacional y la Conferencia Americana, cada año de por medio. El protocolo de la Liga Nacional de Fútbol Americano (NFL) dicta que los equipos de la Conferencia Americana son locales de la final en los años pares, mientras los de la Nacional lo son en los nones. El equipo que ejerce de local puede elegir la equipación que quiera, teniendo en cuenta que las reglas de la liga impiden a los equipos portar uniformes alternos durante el Super Bowl.

## Trofeo

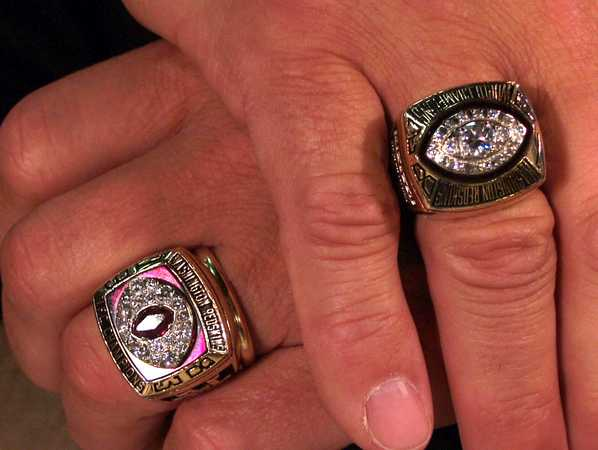
Joe Thiesmann, quarterback de Washington Redskins, con los anillos de campeón de la Conferencia Nacional y del Super Bowl.

El principal galardón que se lleva el vencedor de la competición es el trofeo Vince Lombardi. Se llama así desde 1970 en honor al entrenador Vince Lombardi, ganador de las dos primeras Super Bowl con los Green Bay Packers y fallecido ese año a causa de un cáncer. Anteriormente, era conocido como "Campeonato del Mundo".
El trofeo fue diseñado por Tiffany & Co. y está valorado en 25 000 dólares. Presenta un balón reglamentario de fútbol americano en pie realizado con plata de ley, mide 56 centímetros y pesa 3,2 kilogramos. La NFL elabora una sola pieza para entregarlo en propiedad al equipo vencedor, a diferencia de otros campeonatos como la Copa Stanley (NHL) o la Grey Cup (CFL), donde solo existe un galardón. Cuenta con una inscripción con el ganador, año y edición de la Super Bowl que se graba después del partido.
Además del trofeo, cada jugador recibe un anillo de campeón. Estas joyas suelen realizarse en oro blanco y diamantes, e incluyen nombre del equipo y edición del Super Bowl. La NFL costea 150 anillos para cada equipo, con un coste aproximado de 5000 dólares la unidad. La franquicia vencedora puede regalar anillos a quien quiera, repartiéndose entre cuerpo técnico, jugadores, personal y directiva. En caso de que quieran regalar anillos de más, el equipo asume el coste de cada unidad extra.

## Espectáculos
Al margen del acto deportivo, el Super Bowl o Supertazón es uno de los acontecimientos sociales más importantes en Estados Unidos. Está considerado como un acto social en el que la gente se reúne para ver el partido, y es la segunda fecha del año en la que más comida y bebida se consume, por detrás del Día de Acción de Gracias.
La NFL y la mayoría de equipos del campeonato organizan actividades en los alrededores del campo de fútbol americano, destinadas a todos los públicos. La mayoría están relacionadas con el fútbol americano, como firmas de jugadores famosos o pruebas físicas. Sin embargo, también se organizan conciertos en los aledaños al estadio con grupos populares.
Además, es el único partido de la temporada en el que los dos equipos pueden llevar a sus equipos de animación. La primera vez que apareció este tipo de animación fue en la décima edición celebrada en 1976, con el grupo de animadoras de Dallas Cowboys.

### Himno nacional
Al comienzo del partido hay varias actuaciones musicales, números de orquestas universitarias y saludos por parte de diversas autoridades, que culminan con la interpretación del himno nacional de los Estados Unidos, "The Star-Spangled Banner". El artista elegido para interpretarlo suele destacar por su capacidad vocal, tener una carrera consagrada, y su elección se hace pocos días antes de disputarse la final. El himno se interpreta en vivo y en directo acompañado por una orquesta, y aunque teóricamente existe la posibilidad de que el cantante pueda hacer playback, esto es criticado si se descubre.
Suele ser interpretado por una mujer, caso de Whitney Houston (1991), Mariah Carey (2002), Celine Dion (2003), Beyoncé (2004), Christina Aguilera (2011), Alicia Keys (2013), Lady Gaga (2016), Demi Lovato (2020) o Rihanna (2023) entre otras, aunque también puede darse el caso de que lo cante un hombre, como ocurrió con Barry Manilow en 1984. El himno también pueden cantarlo grupos, como Backstreet Boys (2001) o Dixie Chicks (2003), o coros militares y universitarios (2005).

### Descanso
Cada Super Bowl o Supertazón ha contado con un espectáculo musical celebrado durante el descanso del partido (Halftime show) desde su primera edición. Aunque en un principio estaba protagonizado por las bandas musicales de las universidades estadounidenses, la popularidad del evento hizo que los cantantes y grupos más populares del momento ganaran protagonismo. A diferencia de otros intermedios con menor duración, la NFL autoriza que el descanso del Super Bowl dure 30 minutos para que puedan realizarse las actuaciones, y su presupuesto es muy superior al de cualquier actuación realizada en otras circunstancias.
A lo largo de la historia, ha habido actuaciones que han trascendido más allá del partido. Tras varios años con pérdida de espectadores a otros canales durante el descanso, la NFL contrató para el vigésima octava celebrada en 1993 a Michael Jackson, quien cantó junto con 3500 niños su sencillo "Heal the world". El éxito de audiencia hizo que la liga contratase artistas famosos y mejorase la calidad del show. En 2002 la actuación de los irlandeses U2 también obtuvo repercusión en los medios, ya que Bono homenajeó a las víctimas del atentado del 11 de septiembre durante la canción "Where the Streets Have No Name".
El espectáculo del descanso del Super Bowl XXXVIII, celebrado en 2004, fue el más polémico, después de que el cantante Justin Timberlake, mientras interpretaba su tema Rock Your Body, al terminar la canción, le quitó a Janet Jackson una pieza de su vestido al final de la actuación, descubriendo uno de sus senos con una estrella que recubría todo el pezón. La imagen solo pudo verse durante un segundo en la emisión en directo, pero fue difundida con rapidez a través de internet y varias asociaciones de espectadores protestaron por el show. El incidente, que pasó a conocerse como Nipplegate, le costó a CBS y todas sus emisoras afiliadas una multa de 550 000 dólares por parte de la Comisión Federal de las Comunicaciones (FCC), aunque dicho organismo levantó la sanción en 2008. Después de ese incidente, la emisión de espectáculos en directo en los Estados Unidos se hace con cinco segundos de retardo. aunque en 2012 también volvió a ocurrir un incidente durante la presentación de la cantante Madonna, cuando la rapera M.I.A. levantó su dedo medio, por lo que el portavoz de la NBC Christopher McCloskey, se tuvo que disculpar por el gesto inapropiado.

## Cobertura en televisión
Tradicionalmente, el Super Bowl ha sido uno de los programas de televisión más vistos en Estados Unidos y la retransmisión suele liderar las audiencias de este medio cada año. Durante el encuentro, la cadena que lo retransmite obtiene una cuota de pantalla de entre el 40 y el 60 %, según datos de AGB Nielsen, lo que se traduce en cerca de 120 millones de espectadores que sintonizan con el partido al menos en alguna ocasión. Además, la señal del encuentro se transmite a más de 200 países, por lo que la audiencia se multiplica hasta cien millones de personas en todo el mundo.
La primera final que rompió récords de audiencia fue el Super Bowl XVI, celebrado en 1982 y que enfrentaba a San Francisco 49ers contra Cincinnati Bengals. El choque fue seguido por el 49 % de los hogares con un share del 73 %, y se alcanzó esa cifra porque una fuerte ventisca afectó a la costa noreste del país, lo que provocó que muchas personas prefirieran quedarse en sus casas para seguir el encuentro. Actualmente, el espacio más visto de la historia en los Estados Unidos es la Super Bowl XLVI de 2012, con 115 millones de espectadores. La edición XLIV de 2010 desbancó del puesto al último capítulo de la serie M*A*S*H, emitido en 1983, que hasta ese año fue el programa con más audiencia del país.
Actualmente, los derechos de emisión de este partido corresponden a CBS, NBC y FOX, turnándose cada año. Anteriormente ABC también retransmitía el Super Bowl, aunque dejó de hacerlo cuando renunció al fútbol americano en televisión. La primera final fue retransmitida de forma simultánea entre CBS y NBC, y a partir de 1968 las cadenas comenzaron a repartirse las emisiones. Por su parte, el primer encuentro emitido para todo el país fue el edición VII de 1973, ya que hasta ese año los partidos se restringían en las ciudades con equipos en la final para evitar que la gente no acudiera a los estadios.
Después del partido, es tradicional que el canal que lo ha retransmitido emita un programa o serie de televisión del que espera obtener buenas audiencias. Ejemplos de ello fueron los estrenos de The A-Team (1983), Padre de Familia (1999) o American Dad! (2006) entre otros programas. Las redes también aprovechan para emitir sus series con un capítulo especial, alejado de la trama principal para atraer más público, como ha ocurrido con Los Simpson (con el episodio Sunday, Cruddy Sunday) o House (en "Frozen").

### Publicidad
Las franjas comerciales durante el partido del Super Bowl son las más caras de la televisión en Estados Unidos, por lo que muchas empresas deciden comprar esos espacios para emitir sus anuncios más costosos y sus mayores producciones. El primer anuncio de esas características fue "1984" de Apple, dirigido por Ridley Scott, que revolucionó el concepto de la publicidad emitida en este acontecimiento. Desde entonces, muchas empresas usan este espacio para dar a conocer sus propuestas más creativas y sus nuevos productos, e incluso algunos diarios como USA Today organizan un concurso para premiar al mejor anuncio de la Super Bowl. Es habitual también la presencia de anuncios fijos, como la campaña de Disney I'm going to Disney World!, en la que futbolistas y celebridades del país animan a la gente a acudir al parque temático.
El número de espacios destinados a la publicidad está limitado y, debido a la audiencia que puede alcanzar el partido, su precio es muy elevado. En 2019, una empresa que quisiera colocar un spot de 30 segundos durante el partido tenía que abonar cerca de 7,7 millones de dólares. El precio de los anuncios ha ido en aumento excepto en 2009 y 2010 (2,5 millones), cuando por primera vez en su historia bajaron debido a la crisis financiera.

## Récords

### Equipo
- Equipos más laureados: Pittsburgh Steelers y New England Patriots con 6.
- Equipo que más encuentros ha disputado: New England Patriots (1986, 1997, 2002, 2004, 2005, 2008, 2012, 2015, 2017, 2018 y 2019) con 11 participaciones.
- Equipos que lograron ganar dos veces consecutivas: Pittsburgh Steelers (1975, 1976 y 1979, 1980); Green Bay Packers (1967, 1968); Miami Dolphins (1973, 1974); San Francisco 49ers (1989, 1990); Dallas Cowboys (1993, 1994); Denver Broncos (1998, 1999), New England Patriots (2004, 2005) y Kansas City Chiefs (2023 y 2024).
- Equipo con más encuentros ganados habiendo perdido ninguno hasta el momento: Baltimore Ravens (2001 y 2013) y Tampa Bay Buccaneers (2003 y 2021) con 2 triunfos.
- Equipos que se enfrentaron en más ediciones: Pittsburgh Steelers vs Dallas Cowboys en 3 ocasiones (1976, 1979 y 1996).
- Equipos que más ediciones han disputado sin ganar alguna: Buffalo Bills, Minnesota Vikings con 4 jugados, todos perdidos.
- Equipos derrotados en más ediciones: Denver Broncos y New England Patriots en 5 ocasiones.
- Equipo con más ediciones jugadas consecutivamente: Buffalo Bills con 4 (1991, 1992, 1993 y 1994).
- Equipo con más ediciones jugadas consecutivamente sin ganar alguna: Buffalo Bills con 4 (1991, 1992, 1993 y 1994).
- Más puntos anotados en una final (suma de ambos equipos): 75 puntos, San Francisco 49ers contra San Diego Chargers, en 1995 (49-26).
- Menos puntos anotados en una final (suma de ambos equipos): 16 puntos, New England Patriots contra Los Angeles Rams, en 2019 (13-3).
- Más puntos anotados en una final por el ganador: San Francisco 49ers, con 55 puntos (1990).
- Más puntos anotados en una final por el perdedor: Philadelphia Eagles, con 35 puntos (2023).
- Menos puntos anotados en una final por el ganador: New England Patriots, con 13 puntos (2019).
- Menos puntos anotados en una final por el perdedor: Miami Dolphins, con 3 puntos (1972) y Los Angeles Rams, con 3 puntos (2019).
- Mayor diferencia de puntos en una final: 45 puntos, en la victoria de San Francisco 49ers 55-10 contra Denver Broncos en 1990.
- Menor diferencia de puntos en una final: 1 punto, en la victoria de New York Giants 20-19 contra Buffalo Bills en 1991.
- Mayor regreso de puntos de un equipo en una final para ganarla: 25 puntos de New England Patriots en el Último Cuarto tras ir perdiendo 3-28 con Atlanta Falcons para terminar ganando 34-28 en Tiempo Extra en el Super Bowl LI.
- Primer Super Bowl en ir a Tiempo Extra en la historia: Super Bowl LI New England Patriots vs Atlanta Falcons 5 de febrero de 2017.
- Jugada más rápida de la historia: 10 segundos tras el kickoff inicial por parte de Peyton Manning, Denver Broncos (2014).
- Jugada con más recorrido de la historia: 108 yardas retornando el kick-off, por parte de Jacoby Jones, Baltimore Ravens (2013).
- Touchdown más rápido de la historia: Regreso de patada de salida de 92 yardas de Devin Hester (punto extra de Gould), Primer Cuarto 14:46 en el Super Bowl XLI.
- Touchdown más tardío de la historia: Pase de Tom Brady a Sony Michel (punto extra de Gostkowski), Último Cuarto 7:00 en el Super Bowl LIII.
- Único Touchdown en un partido del Super Bowl de la historia: Sony Michel de New England Patriots en el Super Bowl LIII.

### Individual
- Jugador que más veces ha sido MVP: Tom Brady, 5 veces; 4 con New England Patriots (2002, 2004, 2015 y 2017) y 1 con Tampa Bay Buccaneers 2021).
- Entrenador con más victorias: Bill Belichick, 6 veces con New England Patriots (2002, 2004, 2005, 2015, 2017 y 2019).
- Jugador con más victorias: Tom Brady 7 ganados; 6 con New England Patriots (2002, 2004, 2005, 2015, 2017, 2019) y 1 con Tampa Bay Buccaneers (2021).
- Jugador que más puntos ha anotado: Jerry Rice, con 48 puntos en San Francisco 49ers y Oakland Raiders.
- Jugador que más puntos ha anotado en un solo partido: James White, con 20 puntos en el Super Bowl LI (2017).
- Jugador con más apariciones: Tom Brady 10 disputados; 9 con New England Patriots (2002, 2004, 2005, 2008, 2012, 2015, 2017, 2018 y 2019) y 1 con Tampa Bay Buccaneers (2021).
- Jugador con más apariciones de manera consecutiva: Gale Gilbert 5 consecutivos 4 con Buffalo Bills (1991, 1992, 1993 y 1994) y 1 con San Diego Chargers (1995).
- Jugador con más pases de touchdown: Tom Brady con 21 pases.
- Jugador que más yardas de pase ha efectuado: Tom Brady, con 2838 yardas.
- Jugador con más pases completados: Tom Brady, con 256 pases.
- Jugador con más pases intentados: Tom Brady, con 392 pases.
- Jugador con más pases de touchdown en una edición: Steve Young con 6 pases en el Super Bowl 1995.
- Jugador que más yardas de pase ha efectuado en una edición: Tom Brady, con 466 yardas en el Super Bowl 2017.
- Jugador con más pases completados en una edición: Tom Brady, con 43 pases en el Super Bowl 2017.
- Jugador con más pases intentados en una edición: Tom Brady, con 62 pases en el Super Bowl 2017.
- Pase más largo: Jake Delhomme a Muhsin Muhammad (Carolina Panthers), 85 yardas.
- Más yardas recorridas: Jerry Rice, con 589 yardas.
- Más recepciones: Jerry Rice, con 33 recepciones.
- Más field goals: Adam Vinatieri, con 7 goles.
- La intercepción más larga: James Harrison (Pittsburgh Steelers), 100 yardas para touchdown, en el Super Bowl XLIII.
- Acarreo más largo: Willie Parker (Pittsburgh Steelers), 75 yardas para touchdown, en el Super Bowl XL.
- Jugador con más pases completados consecutivos en el Super Bowl: Tom Brady con 16 en el Super Bowl XLVI.
- Jugador más joven en debutar: Clyde Edwards-Helaire con 21 años, 9 meses, y 25 días con Kansas City Chiefs en el Super Bowl LV.
- Jugador más veterano en disputar un Super Bowl: Tom Brady con 43 años, 6 meses, y 4 días con Tampa Bay Buccaneers en el Super Bowl LV.
- Quarterback más joven en disputar y ganar un Super Bowl: Ben Roethlisberger con 23 años, 11 meses, y 4 días con Pittsburgh Steelers en el Super Bowl XL.
- Quarterback más joven en disputar y perder un Super Bowl: Dan Marino con 23 años, 4 meses, y 5 días con Miami Dolphins en el Super Bowl XIX.
- Quarterback más veterano en disputar y ganar un Super Bowl: Tom Brady con 43 años, 6 meses, y 4 días con Tampa Bay Buccaneers en el Super Bowl LV.
- Quarterback más veterano en disputar y perder un Super Bowl: Tom Brady con 40 años, 6 meses y un día con New England Patriots en el Super Bowl LII.
- Quarterbacks que ganaron con dos franquicias diferentes: Peyton Manning con Indianapolis Colts y Denver Broncos y Tom Brady con New England Patriots y Tampa Bay Buccaneers.

### Ciudades y estadios
- Ciudad que más veces ha sido sede: Miami con 11 (1968, 1969, 1971, 1976, 1979, 1989, 1995, 1999, 2007, 2010 y 2020).
- Estadio que más veces ha sido sede: Louisiana Superdome (Nueva Orleans) con 8 (1978, 1981, 1986, 1990, 1997, 2002, 2013 y 2025).
- Estado que más veces ha sido sede: Florida con 17 (1968, 1969, 1971, 1976, 1979, 1984, 1989, 1991, 1995, 1999, 2001, 2005, 2007, 2009, 2010, 2020 y 2021).
- Mayor cifra de asistencia de público a una edición: 103,985 asistentes Super Bowl XIV Rose Bowl (Pasadena, California).
- Menor cifra de asistencia de público a una edición: 22,000 asistentes Super Bowl LV Raymond James Stadium (Tampa Bay, Florida) (Acceso limitado debido a la pandemia del COVID-19).

### Tiempo y temperatura ambiente
- Final más fría disputada al aire libre: Super Bowl XLVIII Max. 12 °C (55 °F) Min. -2 °C (28 °F) MetLife Stadium (East Rutherford).
- Final más cálida disputada al aire libre: Super Bowl VII Max. 27 °C (82 °F) Min. 14 °C (58 °F) Los Angeles Memorial Coliseum (Los Ángeles).
- Primera final disputada bajo techo: Super Bowl XII Mercedes-Benz Superdome (Nueva Orleans).
- Primera final disputada bajo lluvia: Super Bowl XLI Dolphin Stadium (Miami).